# Phil Ochs

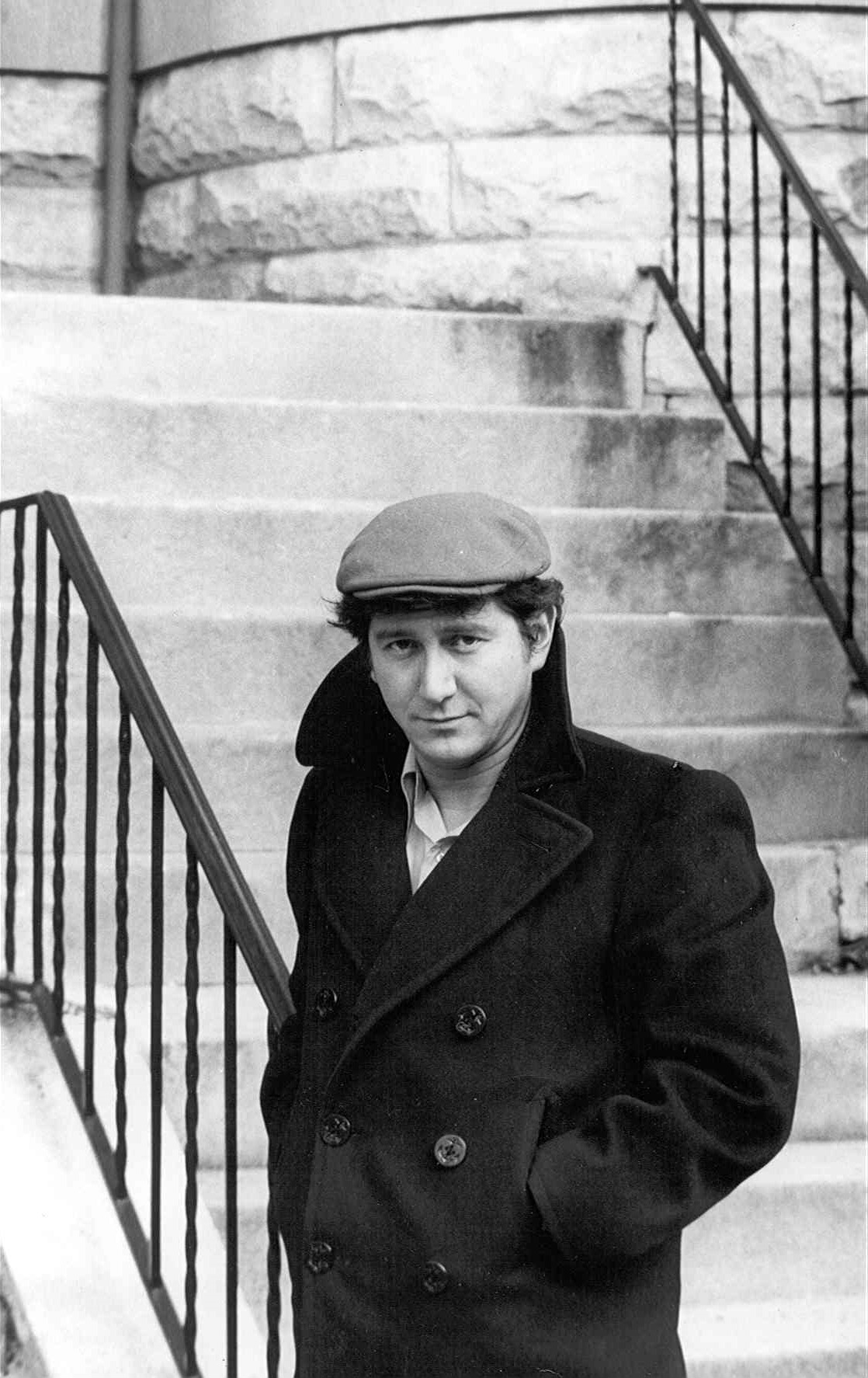
Phil Ochs (1975)

Philip David Ochs [oʊks] (* 19. Dezember 1940 in El Paso, Texas, Vereinigte Staaten; † 9. April 1976 in Far Rockaway, New York) war ein US-amerikanischer Sänger, Songwriter und politischer Aktivist. Er sang vor allem Protestsongs oder, wie er es selbst nannte, „topical songs“ (Lieder über aktuelle Themen), wandte sich vornehmlich auf seinen späteren Alben aber auch persönlicheren Themen zu.

## Biografie

### Frühe Jahre
Phil Ochs wurde am 19. Dezember 1940 in El Paso (Texas), als zweites Kind von Jacob („Jack“) Ochs (1910–1963) geboren, einem in New York geborenen Arzt, und der aus Edinburgh (Schottland) stammenden Gertrude Phin Ochs (1912–1994). Seine Eltern trafen sich und heirateten in Edinburgh, wo Jack Ochs Medizin studierte. Nach ihrer Hochzeit zogen sie in die Vereinigten Staaten. Jack Ochs wurde während des Zweiten Weltkrieges zur Armee eingezogen und nach Übersee geschickt. Seine Kriegserlebnisse beeinflussten seine geistige Gesundheit, er litt nach seiner Rückkehr aus der Armee unter Depressionen. Aufgrund seiner Erkrankung war er unfähig, eine erfolgreiche Arztpraxis aufzubauen, und arbeitete stattdessen in einer Reihe von Krankenhäusern. Als Resultat zog die Familie immer wieder um, zuletzt nach Columbus (Ohio), als Phil Ochs 14 Jahre alt war. Ochs wuchs auf mit einer älteren Schwester, Sonia („Sonny“) Ochs, geboren 1937 und einem jüngeren Bruder, Michael, geboren 1943. Die Familie gehörte der jüdischen, nicht religiösen Mittelklasse an.
Als Teenager war Ochs ein talentierter Klarinettenspieler: Er spielte das Instrument im Orchester des Capital University Conservatory of Music in Ohio, wo er kurz nach seinem 16. Geburtstag zum ersten Solo-Klarinettisten aufstieg.
Von 1956 bis 1958 besuchte Phil Ochs als Student die Staunton Military Academy in Virginia, wo er auch in der dortigen Militärkapelle mitspielte. In dieser Zeit begann Ochs sich für andere Klänge zu interessieren, die er im lokalen Radio hörte: Musik der frühen Rock-Ikonen Buddy Holly und Elvis Presley und Countrymusik.
Nach seinem Abschluss in Staunton schrieb sich Phil Ochs an der Ohio State University ein, wo er Journalismus studierte. Hier entwickelte sich sein Interesse für Politik und hier traf er seinen Mitstudenten Jim Glover, der ihn in die Folkmusik von Woody Guthrie, Pete Seeger und Bands wie The Weavers einführte. Glover lehrte Ochs das Gitarrespiel und mit ihm diskutierte er über Politik. Ochs begann, sowohl Artikel für die örtliche Studentenzeitschrift zu schreiben als auch seine ersten politischen Lieder. In diese Zeit fielen seine ersten Auftritte als Sänger und Gitarrist, zuerst als Duo mit Glover und, nachdem dieser die Universität Richtung New York verlassen hatte, als Solomusiker. Ochs brach sein Studium in seinem letzten Semester ab, um ebenfalls nach New York zu ziehen und Folksänger zu werden.

### 1962 bis 1966
Phil Ochs kam 1962 in New York City an und wurde bald schon ein wichtiger Teil der Folkmusikszene des Greenwich Village. Er trat als unpolierter, jedoch leidenschaftlicher Sänger hervor, der imstande war, ergreifend-bissige Texte zu damals aktuellen Themen wie dem Krieg, Menschenrechten und Arbeiterkämpfen zu schreiben. Er beschrieb sich selbst als „singenden Journalisten“, dessen Songs auf Geschichten basierten, die er in Newsweek las. Ochs war im Sommer 1963 ausreichend bekannt, um zum renommierten Newport Folk Festival eingeladen zu werden. Er nahm ebenfalls im darauffolgenden Jahr an dem Festival teil, wie auch im Jahr 1966. Während seiner ganzen Karriere trat Ochs in einem weiten Spektrum von Veranstaltungsorten auf, einschließlich Bürgerrechtskundgebungen, Antikriegsdemonstrationen und Konzerthallen wie der New Yorker Carnegie Hall

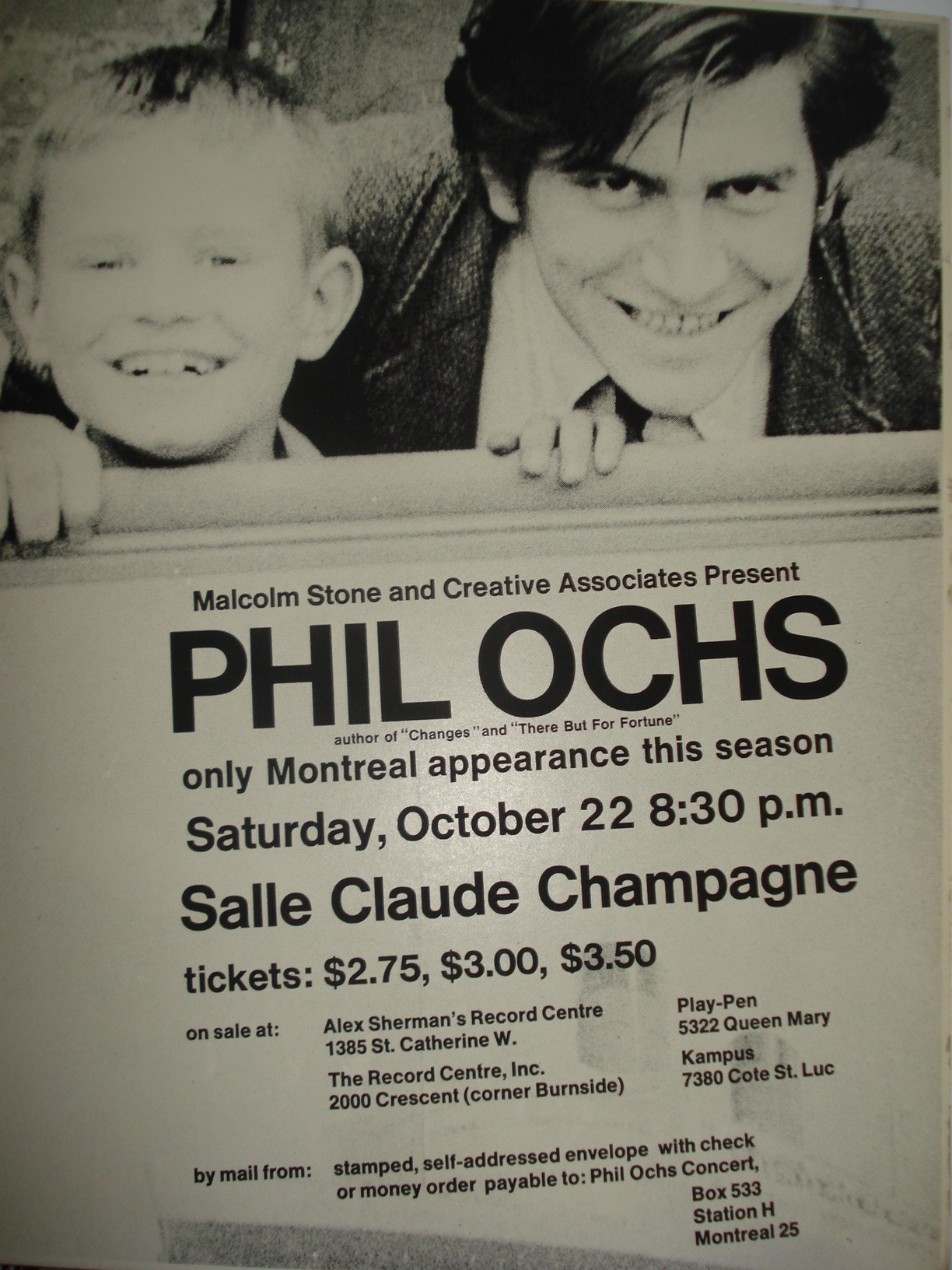
Phil Ochs Konzertankündigung, Montreal, 1966

Seine ersten drei Schallplatten nahm Phil Ochs für Elektra Records auf: All the News That’s Fit to Sing (1964), I Ain’t Marching Anymore (1965) und Phil Ochs in Concert (1966). Auf diesen Alben hörte man Ochs nur begleitet von einer akustischen Gitarre. Auch wenn Ochs in dieser Zeit erheblich mehr Songs schrieb, als auf diesen drei Alben aufgenommen wurden, enthielten diese Schallplatten doch einige seiner besten politischen Lieder wie I Ain’t Marching Anymore, Draft Dodger Rag, Love Me, I’m a Liberal, aber auch mehr introspektive Lieder wie Changes und When I’m Gone. Ochs trug durch seine frühen Auftritte und Platten zu traditionellen Genres bei, namentlich dem Talking Blues und der musikalischen Neuinterpretation von alten Gedichten wie The Highwayman von Alfred Noyes und The Bells von Edgar Allan Poe. Während dieser frühen Periode sagte sein damaliger Freund Bob Dylan über ihn: „I just can’t keep up with Phil. And he’s getting better and better and better.“ („Ich kann mit Phil einfach nicht mithalten. Und er wird immer besser und besser und besser.“)
1962 heiratete Ochs in einer standesamtlichen Zeremonie Alice Skinner (1944–2010), die schwanger war mit ihrer Tochter Meegan (geboren 1963). Das Paar trennte sich 1965, ließ sich aber nie scheiden.

### 1967 bis 1969
1967 verließ Ochs Elektra zugunsten von A&M Records und zog nach Kalifornien. Bei seinen späteren Alben Pleasures of the Harbor (1967), Tape from California (1968), Rehearsals for Retirement (1969) und dem ironisch betitelten Greatest Hits (1970) entfernte Ochs sich von den mit einer einzelnen akustischen Gitarre produzierten Aufnahmen und experimentierte mit Ensembles und orchestraler Instrumentation, darauf hoffend, dass sich seine Mischung aus Pop und Folk als kommerziell erfolgreich erweisen würde.
Keines von Ochs’ Liedern wurde zu einem Hit, obwohl Outside Of A Small Circle Of Friends häufig im Radio gespielt wurde, bis viele Radiostationen den Song aufgrund des sarkastisch gemeinten Verses, dass der Konsum von Marihuana mehr Spaß mache als Bier zu trinken, aus dem Programm nahmen. Joan Baez hatte allerdings mit ihrem Cover des Ochs-Songs There But For Fortune einen Top-Ten-Hit in Großbritannien und in den USA erreichte ihre Version des Liedes die #50 der Billboard Charts.
Obwohl er musikalisch neue Dinge ausprobierte, gab Ochs seine politischen Wurzeln nicht preis. Er war tief betroffen von der Eskalation des Vietnamkrieges, trat auf unzähligen Antikriegskundgebungen auf und organisierte 1967 zwei große Antikriegsdemonstrationen in Los Angeles und New York, die ironisch den Krieg für beendet erklärten. („Is everybody sick of this stinking war? In that case, friends, do what I and thousands of other Americans have done – declare the war over.“)
Ochs schrieb in dieser Zeit neben Antikriegsliedern wie The War Is Over und White Boots Marching In A Yellow Land, auch persönlichere Lieder wie Crucifixion, Pleasures of the Harbor, Chords Of Fame und Boy In Ohio.
Da Ochs zeit seines Lebens ein großer Film-Fan gewesen war, arbeitete er die Geschichten von Gerechtigkeit und Rebellion, die er in den Filmen seiner Jugend gesehen hatte, in seine Songs ein. Er war tief enttäuscht, als sein Held John Wayne den Krieg in Vietnam unterstützte und sich für einen, wie Ochs empfand, blinden Patriotismus einsetzte.
In Deutschland trat Phil Ochs 1968 u. a. beim Waldeck-Festival auf. Im gleichen Jahr war er beteiligt an der Gründung der Youth International Party (Yippies) und unterstützte diese auch bei den Plänen für ein „Festival of Life“ während der Democratic National Convention in Chicago im August 1968. Ochs, der zu diesem Zeitpunkt zugleich den demokratischen Präsidentschaftskandidaten Eugene McCarthy unterstützte, war in Chicago sowohl als Gast der McCarthy-Kampagne wie auch als Teilnehmer der Demonstrationen. Er kaufte das Hausschwein Pigasus, um es als satirische Aktion zur Präsidentschaftswahl zu nominieren. Er hatte mehrere Auftritte als Sänger, wurde Zeuge der von der Polizei gegenüber Demonstranten verübten Gewalttaten und wurde selbst zeitweilig verhaftet.
Die Ereignisse des Jahres 1968 – die Ermordung Martin Luther Kings und Robert F. Kennedys, die Gewalttätigkeiten der Chicagoer Polizei und die Wahl Richard Nixons zum Präsidenten – ließen Ochs tief desillusioniert und depressiv zurück.

### 1970
1970 änderte Ochs seine musikalische Ausrichtung erneut. Die Ereignisse des Jahres 1968 hatten ihn davon überzeugt, dass der durchschnittliche Amerikaner weder an politischen Liedern noch an Yippie-Taktiken interessiert war. Ochs wandte sich wieder den musikalischen Wurzeln seiner Jugend zu, Country-Musik und frühem Rock ’n’ Roll. Er war davon überzeugt, das amerikanische Publikum nur zu erreichen, indem er Elvis Presley mit Che Guevara vereinte. Er gab bei Presleys Schneider einen Goldlaméanzug in Auftrag und trat in diesem in verschiedenen Konzerten auf, unterstützt durch eine Rock-Band, eigene Lieder singend, gemischt mit Liedern von Buddy Holly, Elvis Presley und Merle Haggard. Das Publikum reagierte mit bestenfalls gemischten Gefühlen auf diesen „neuen“ Phil Ochs. Niedergeschlagen durch den Mangel an weitverbreiteter Anerkennung und an Schreibblockade leidend, nahm Ochs nach seinem 1970 erschienenen Album Greatest Hits, das entgegen dem Titel nur aus neuem Material bestand, keine weiteren Platten mehr auf.
Trotz seiner persönlichen Probleme mit Depression und Alkoholismus trat Ochs am 16. Oktober 1970 bei einem Benefizkonzert zusammen mit Joni Mitchell und James Taylor in Vancouver auf. Der Erlös des Konzertes ermöglichte eine Protestaktion gegen Atombombenversuche auf der Insel Amchitka (Alaska) durch Greenpeace. Das Konzert wurde aufgezeichnet, die Aufzeichnung später digital aufbereitet und 2009 von Greenpeace als Doppel-CD unter dem Namen Amchitka, The 1970 Concert That Launched Greenpeace veröffentlicht.

### 1971 bis 1975
Im August 1971 besuchte Phil Ochs Chile, wo Salvador Allende, ein Sozialist, 1970 in einer demokratischen Wahl zum Präsidenten gewählt worden war. Dort freundete er sich mit dem Folksänger und Allende-Unterstützer Victor Jara an. Im Oktober verließ Ochs Chile, um weiter nach Argentinien zu reisen. Später im gleichen Monat, während er auf einer politischen Kundgebung in Uruguay sang, wurden Ochs und sein damaliger Reisebegleiter, David Ifshin, verhaftet und über Nacht festgehalten. Sie kehrten nach Argentinien zurück, wurden dort aber direkt nach Verlassen des Flugzeuges verhaftet und nach einem kurzen Gefängnisaufenthalt nach Bolivien abgeschoben. Ifshin war zuvor von argentinischen Linken gewarnt worden, dass von argentinischen Behörden abgeschobene Dissidenten in Bolivien für immer verschwänden. Der amerikanische Flugkapitän erlaubte Ochs und Ifshin nach der Landung in Bolivien, an Bord des Flugzeuges zu bleiben und verweigerte den bolivianischen Behörden den Zutritt. Das Flugzeug flog weiter nach Peru, wo Ochs und Ifshin es unbehelligt verlassen konnten. Ochs kehrte wenig später in die USA zurück.

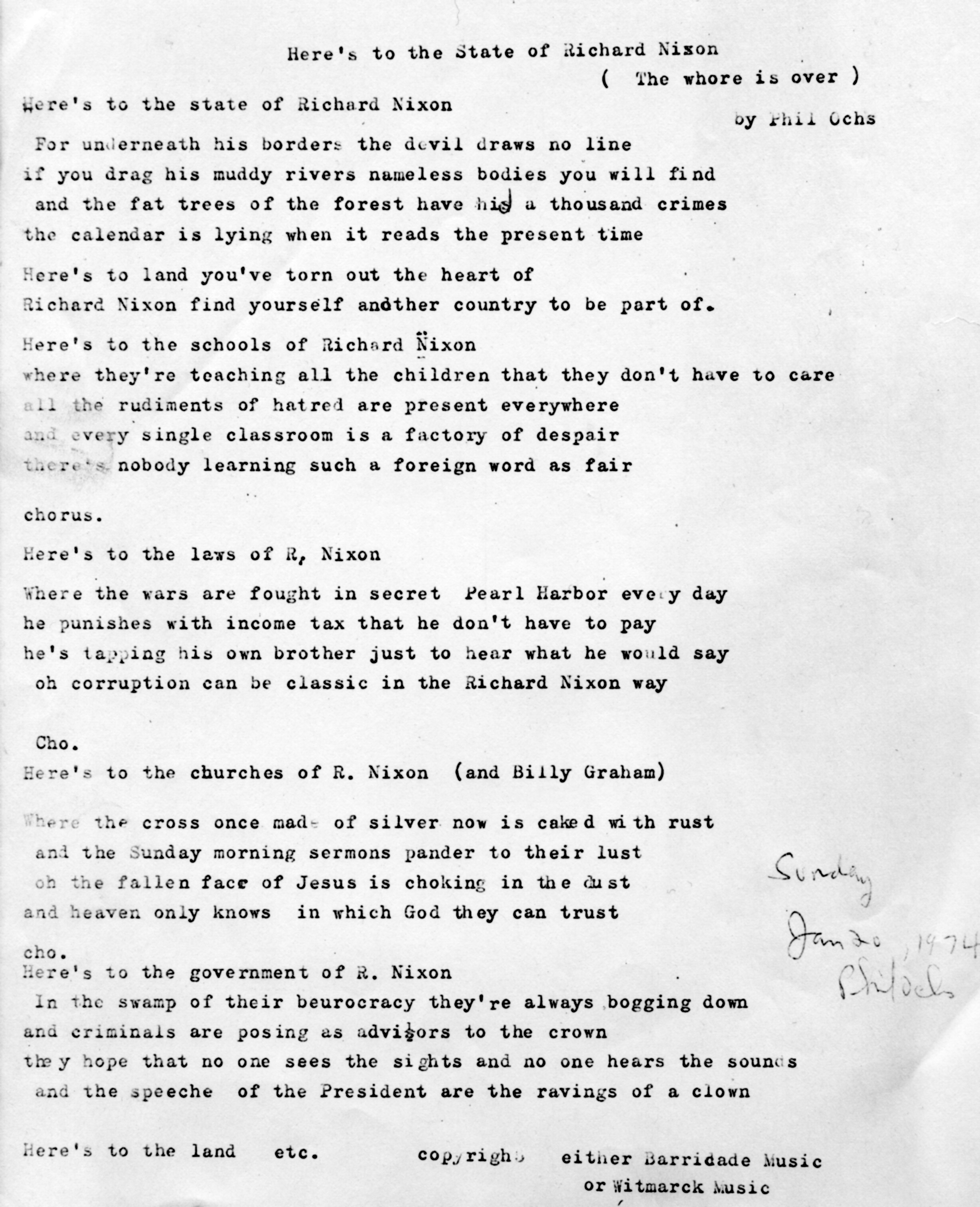
Originaltext von Here's to the State of Richard Nixon. 1974 in der Wohnung von Chip Berlet getippt, bevor Ochs das Lied das erste Mal aufführte. Das Original war im The Peace Museum und ist jetzt im Chicago History Museum.

Im Dezember 1971 wurde Ochs von John Lennon eingeladen, auf der John Sinclair Freedom Rally zu singen, einer großen Benefizveranstaltung zugunsten des Aktivisten und Dichters John Sinclair, der wegen eines geringen Rauschgiftvergehens zu einer hohen Gefängnisstrafe verurteilt worden war.
Obwohl es Ochs schwerfiel, neue Lieder zu schreiben, hatte er gelegentliche Durchbrüche. So dichtete er seinen alten, sarkastischen Song Here’s To The State Of Mississippi in Here’s To The State Of Richard Nixon um. 1972 wurde Ochs gefragt, das Titellied für den Film Kansas City Bomber zu schreiben. Das Lied wurde nicht für den Soundtrack verwendet, erschien aber als Single.

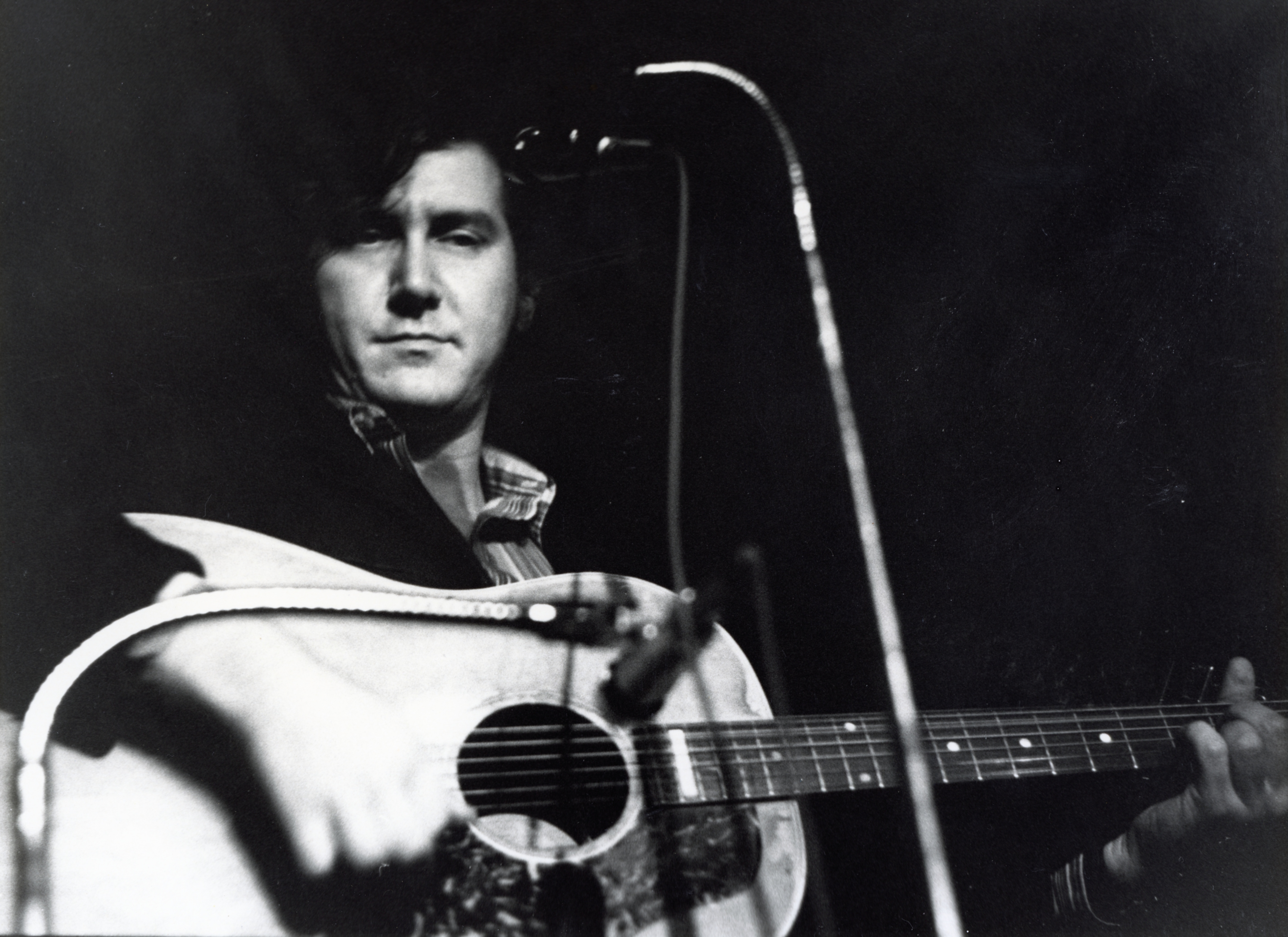
Phil Ochs in Ann Arbor, Michigan, 1973

Ochs beschloss zu reisen. Mitte 1972 war er in Neuseeland und Australien, verbunden mit einigen Auftritten in Australien. Er reiste 1973 nach Afrika, wo er Äthiopien, Kenia, Tansania, Malawi und Südafrika besuchte. In Daressalam (Tansania) wurde Ochs von Räubern überfallen und gewürgt. Diese Attacke führte dazu, dass seine Stimmbänder beschädigt wurden und er nicht mehr in der Lage war, die drei höchsten Töne seines Stimmumfanges zu erreichen. Der Angriff verstärkte seine wachsenden mentalen Probleme. Ochs nahm an, dass der Angriff von amerikanischen Regierungsbeamten arrangiert sein konnte – vielleicht von der CIA. Dennoch setzte Ochs seinen Aufenthalt in Afrika fort.
Am 11. September 1973 wurde in Chile die Allende-Regierung durch einen Staatsstreich gestürzt. Allende starb im Verlauf des Putsches. Víctor Jara wurde mit unzähligen anderen ins Stadium Estadio Chile gebracht, dort gefoltert und ermordet. Als Ochs von dem Staatsstreich und dem Tod seines Freundes Jara hörte, war er schockiert. Er beschloss, ein Benefizkonzert zu organisieren, um die Öffentlichkeit auf die Situation in Chile aufmerksam zu machen und Gelder für die Menschen in Chile aufzubringen. Während des Konzertes An Evening With Salvador Allende traten u. a. Pete Seeger, Arlo Guthrie und Bob Dylan auf.
Der Krieg in Vietnam endete am 30. April 1975. Ochs organisierte eine finale War Is Over-Kundgebung, die am 11. Mai im New Yorker Central Park stattfand. Mehr als 100.000 Menschen kamen, um Phil Ochs, Harry Belafonte, Odetta, Pete Seeger und anderen zuzuhören. Phil Ochs und Joan Baez sangen zusammen There But For Fortune und Ochs beschloss seinen Auftritt mit seinem Lied The War Is Over.

### Niedergang und Tod
Ochs’ Alkoholismus wurde immer mehr zu einem Problem und sein Verhalten wurde zunehmend unberechenbarer. Mitte 1975 nahm er die Identität John Butler Trains an. Er erzählte, dass Train Ochs ermordet und Train ihn ersetzt hätte. Train wiederum war davon überzeugt, dass jemand versuchte, ihn zu töten. Ochs’ Freunde versuchten ihm zu helfen. Sein Bruder Michael dachte darüber nach, ihn in eine psychiatrische Klinik einweisen zu lassen, und Freunde versuchten ihn zu überzeugen, freiwillig Hilfe zu suchen. Sie fürchteten um seine Sicherheit, da er sich in Schlägereien mit Fremden und Wirten verwickelte. Unfähig, seine Miete zu bezahlen, begann er zeitweise, auf der Straße zu leben.
Nach mehreren Monaten verschwand die Train-Persona und Ochs kehrte zurück, aber sein wiederholtes Reden über Suizid verstörte seine Freunde und Familie. Im Januar 1976 zog Ochs nach Far Rockaway (New York), um bei seiner Schwester Sonny und ihrer Tochter Robyn zu leben. Er war lethargisch, seine nahezu einzigen Aktivitäten waren Fernsehen und Kartenspiele mit seinen Neffen. Ochs suchte einen Psychiater auf, der eine bipolare Störung diagnostizierte. Ihm wurden Medikamente verschrieben, die er nicht einnahm. Am 9. April 1976 erhängte sich Phil Ochs im Alter von 35 Jahren.
Jahre nach seinem Tod wurde bekannt, dass das FBI eine Akte von nahezu 500 Seiten über Ochs unterhielt.

## Vermächtnis
Auch Jahrzehnte nach seinem Tod existieren im Internet mehrere Diskussionsgruppen und Webseiten, die Ochs und seiner Musik gewidmet sind, und Bücher und Artikel wurden und werden weiterhin über sein Leben und seine Musik geschrieben.
Seine Schwester, Sonny Ochs, veranstaltet regelmäßig stattfindende „Phil Ochs Song Nights“ in den USA, und sein Bruder Michael Ochs war als Produzent an mehreren Veröffentlichungen von Ochs’ Musik wie auch an der Filmdokumentation „There But For Fortune“ über Ochs’ Leben beteiligt.
Das Ochs-Album Rehearsals for Retirement wurde 1998 in The Wire’s „100 Records That Set the World on Fire (While No One Was Listening)“ aufgenommen.
2009 wurde Ochs der Elaine Weissman Lifetime Achievement Award der North American Folk Music and Dance Alliance verliehen.
Im September 2014 spendete seine Tochter, Meegan Ochs, das Archiv ihres Vaters mit Notizbüchern, Videobändern, Fotos und weiteren Dokumenten und Erinnerungsstücken, dem Woody Guthrie Center in Tulsa, Oklahoma. Es wurde von seinem Bruder Michael das Phil Ochs Archive gegründet.
Im Juli 2015 wurde Phil Ochs mit dem erstmals vergebenen Woody Guthrie Legacy Award geehrt.

### Einfluss auf andere Künstler
Phil Ochs’ Lieder wurden von einer ganzen Reihe von Künstlern aufgenommen wie Eric Andersen, Joan Baez, Billy Bragg, Eugene Chadbourne, Judy Collins, John Denver, Ani DiFranco, Marianne Faithfull, Julie Felix, Dick Gaughan, Jim and Jean, Gordon Lightfoot, Christy Moore, Bonnie ‚Prince‘ Billy, Melanie Safka, Pete Seeger, Teenage Fanclub, They Might Be Giants, Eddie Vedder und Neil Young.
1998 veröffentlichte Sliced Bread Records das Album „What’s That I Hear?: The Songs Of Phil Ochs“ mit 28 Covern seiner Lieder. Wood Records veröffentlichte 2003 ein Indie-Rock Album mit dem Titel „Poison Ochs: A Tribute To Phil Ochs“. 2005 erschien das Album „Learn: The Songs Of Phil Ochs“ der Band Kind Of Like Spitting. Sonia Rutstein veröffentlichte zum 4. Juli 2011 mit ihrer Band disappear Fear 10 Songs von Phil Ochs unter dem Titel Get Your Phil. Im Dezember 2015 erschienen zwei weitere Alben mit Coverversionen seiner Lieder: „We’re Going To Sing It Now: Celebrating Phil Ochs On His 75th Birthday“ sowie eine von der kanadischen Sängerin Erin Saoirse Adair herausgegebene CD mit dem Titel „I’m Going To Sing It Now: The Songs Of Phil Ochs“.
In Deutschland versah Walter Mossmann in den 1970er Jahren einige Lieder von Phil Ochs mit deutschen Texten für die Anti-AKW-Bewegung, und Gerd Schinkel veröffentlichte ebenfalls einige von Ochs’ Liedern mit deutschem Text.
Jello Biafra und Mojo Nixon nahmen für ihr Album Prairie Home Invasion eine Version von Love Me, I’m a Liberal mit aktualisiertem Text auf. Pearl Jam sangen „Here’s To The State Of Mississippi“ mit ebenfalls aktualisiertem Text während ihres Auftrittes für die TV-Serie VH1 Storytellers.
2014 nahm Neil Young den Ochs-Song „Changes“ für sein Album „A Letter Home“ auf.
Zu Ochs’ Bewunderern zählen u. a. der Schauspieler Sean Penn, der sich über viele Jahre hinweg mit dem Gedanken trug, einen Film über Ochs’ Leben zu drehen, wie auch der kanadische Sänger Neil Young.

## Tribute
Kurz nachdem er die Nachricht von Ochs’ Tod erfahren hatte, schrieb Tom Paxton ein Lied über seinen Freund mit dem Titel „Phil“. Phil Ochs wurde in dem Song All My Heroes Are Dead von Dar Williams erwähnt und mit einem gleichnamigen Tribut durch die Josh Joplin Group geehrt. Billy Bragg sang 1990 I Dreamed I Saw Phil Ochs Last Night und machte die Plattenindustrie für Ochs’ Tod verantwortlich. Die britische Gruppe Latin Quarter besang Phil Ochs auf ihrem Album Long Pig. Die Sängerin Nanci Griffith schrieb ein Lied über ihn mit dem Titel Radio Fragile. Jen Cass’ Standing In Your Memory und Harry Chapins The Parade’s Still Passing By sind Tribute an Ochs. Der Cajun-Musiker Vic Sadot besang Ochs in seinem Lied Broadside Balladeer und Colin Wilkie widmete ihm ein Lied mit dem Titel Now You’re Gone, der Titel eine Referenz an den Ochs-Song When I’m Gone. Die Band The No Ones widmete Phil Ochs auf ihrem am 31. März 2023 erschienenen zweiten Album My Best Evil Friend den Song Phil Ochs is dead.

## Filme
Im Jahr 1984 erschien eine Dokumentation über das Leben von Phil Ochs unter dem Titel Chords Of Fame des Regisseurs Michael Korolenko. Im Januar 2011 erschien die Dokumentation des Filmemachers Kenneth Bowser Phil Ochs: There But For Fortune, die neben zahlreichen Interviews mit Familienangehörigen, Freunden und Weggefährten ausführliches Archivmaterial über Ochs wie auch über Schlüsselereignisse der amerikanischen Antikriegs- und Bürgerrechtsbewegung enthält.

## Diskografie

### Reguläre Studioalben und Liveaufnahmen
- 1964: All the News That’s Fit to Sing (Elektra)
- 1965: I Ain’t Marching Anymore (Elektra)
- 1966: Phil Ochs in Concert (Elektra)
- 1967: Pleasures of the Harbor (A&M)
- 1968: Tape from California (A&M)
- 1969: Rehearsals for Retirement (A&M)
- 1970: Greatest Hits (A&M)
- 1975: Gunfight at Carnegie Hall (A&M Canada)

### Kompilationen und andere Alben
- 1976: Chords of Fame (A&M)
- 1976: Songs for Broadside (Folkways)
- circa 1976: Interview with Phil Ochs (Folkways)
- 1989: The Broadside Tapes 1 (Folkways)
- 1986: A Toast to Those Who Are Gone (Rhino)
- 1988: The War Is Over: The Best of Phil Ochs (A&M)
- 1989: There But for Fortune (Elektra)
- 1990: There and Now: Live in Vancouver 1968 (Rhino)
- 1996: Phil Ochs at Newport (Vanguard)
- 1997: Farewells and Fantasies (Elektra und Rhino)
- 1997: American Troubadour (A&M Britain)
- 2000: The Early Years (Vanguard)
- 2002: 20th Century Masters (Universal)
- 2004: Cross My Heart: An Introduction to Phil Ochs (Polydor)
- 2009: Amchitka: The 1970 concert that launched Greenpeace
- 2014: Live Again: recorded May 26th, 1973 at The Stables (Rock Beat Records)
- 2017: Live in Montreal, 10/22/66 (Rock Beat Records)